# Philosophie au baccalauréat français
La philosophie est une épreuve du baccalauréat en France.

## Histoire
La philosophie est présente au baccalauréat en France depuis sa création par Napoléon Bonaparte en 1808.
À partir de 1970 l'épreuve de philosophie au baccalauréat devient la première épreuve sur laquelle les élèves doivent plancher.

## L'épreuve

### Écrite
L'épreuve de Philosophie est une épreuve de 4 heures pour l'ensemble des sections pour lesquelles la Philosophie est une épreuve de l'examen. Elle porte sur un programme défini par l'Éducation Nationale autour de grandes notions qui doivent être abordées par les professeurs au cours de l'année de terminale.
D'après Mark Sherringham, inspecteur général de l’Éducation nationale, la philosophie au Baccalauréat répond à des objectifs précis :« Au travers de la maîtrise de la philosophie, ce qui est visé c’est la liberté de penser, liberté constitutive de la formation de l’homme et du citoyen, et contribuant à fonder l’idéal français de la République. »
L'épreuve est coefficient 7 en série littéraire, coefficient 4 en série économique et sociale et coefficient 3 en série scientifique.
L'épreuve consiste, au choix, en une dissertation parmi deux sujets, ou une explication de texte.

## Statistiques toutes séries confondues

### Auteurs les plus représentés entre 2003 et 2013
Le tableau suivant classe les auteurs ayant fait l'objet d'un sujet (commentaire de texte) au baccalauréat de Philosophie toutes sections confondues. Les sections et les années sont précisées dans une colonne du tableau.
| Auteur         | Nombre de sujets portant sur l'auteur | Pourcentage de sujets portant sur l'auteur | Années et séries des sujets portant sur l'auteur |
| -------------- | ------------------------------------- | ------------------------------------------ | ------------------------------------------------ |
| Hobbes         | 4                                     | 9 %                                        | 2012 (T), 2010 (S), 2004 (T), 2003 (L)           |
| Aristote       | 3                                     | 6,8 %                                      | 2007 (L), 2005 (T), 2004 (S)                     |
| Descartes      | 3                                     | 6,8 %                                      | 2013 (L et T), 2004 (ES)                         |
| Kant           | 3                                     | 6,8 %                                      | 2008 (T), 2005 (ES), 2003 (S)                    |
| Locke          | 3                                     | 6,8 %                                      | 2009 (ES et T), 2006 (L)                         |
| Schopenhauer   | 3                                     | 6,8 %                                      | 2009 (L), 2008 (S), 2003 (ES)                    |
| Spinoza        | 3                                     | 6,8 %                                      | 2012 (L), 2010 (T), 2006 (T)                     |
| Bergson        | 2                                     | 4,5 %                                      | 2013 (S), 2011 (T)                               |
| Mill           | 2                                     | 4,5 %                                      | 2006 (S), 2005 (L)                               |
| Nietzsche      | 2                                     | 4,5 %                                      | 2011 (L), 2007 (ES)                              |
| Rousseau       | 2                                     | 4,5 %                                      | 2012 (S), 2003 (T)                               |
| Tocqueville    | 2                                     | 4,5 %                                      | 2009 (S), 2008 (ES)                              |
| Alain          | 1                                     | 2,3 %                                      | 2006 (T)                                         |
| Bachelard      | 1                                     | 2,3 %                                      | 2007 (T)                                         |
| Berkeley       | 1                                     | 2,3 %                                      | 2012 (ES)                                        |
| Durkheim       | 1                                     | 2,3 %                                      | 2010 (ES)                                        |
| Hume           | 1                                     | 2,3 %                                      | 2007 (S)                                         |
| Leibniz        | 1                                     | 2,3 %                                      | 2004 (L)                                         |
| Malebranche    | 1                                     | 2,3 %                                      | 2005 (S)                                         |
| Pascal         | 1                                     | 2,3 %                                      | 2011 (S)                                         |
| Saint Anselme  | 1                                     | 2,3 %                                      | 2013 (ES)                                        |
| Sartre         | 1                                     | 2,3 %                                      | 2008 (L)                                         |
| Sénèque        | 1                                     | 2,3 %                                      | 2011 (ES)                                        |
| Thomas d'Aquin | 1                                     | 2,3 %                                      | 2010 (L)                                         |

## Rumeur concernant le baccalauréat de philosophie
Il existe une rumeur persistante concernant le baccalauréat de philosophie : un candidat aurait eu comme sujet « Qu'est-ce que le risque ? » (il existe des variantes, comme « Qu'est-ce que le courage ? » ou « l'audace »), ce candidat aurait répondu simplement « Le risque, c'est ça. » sans rien ajouter d'autre et aurait eu la note de 20/20. Cette rumeur proviendrait ou aurait été popularisée par le film Le Pion de Christian Gion (1978) où le personnage de professeur incarné par Henri Guybet donne à ses élèves pour sujet « Qu'est-ce que le risque ? », voit l'un d'entre eux rendre sa copie presque immédiatement et lui met la note de 18/20 en expliquant qu'il a pris un risque tandis que les autres ont « réfléchi sur le risque. » Cette rumeur est si courante qu'elle est présente sur le site du Ministère de l'Éducation Nationale (dans la version qui évoque « le courage ») où il est expliqué « [qu']il s'agit bien d'une légende ». Il semble en effet très déconseillé d'agir ainsi le jour de l'épreuve.